# 若桜町立若桜学園
若桜町立若桜学園（わかさちょうりつわかさがくえん）は、鳥取県八頭郡若桜町立の小中一貫教育校。

## 概要
鳥取県で2校目の小中一貫校として発足した。小中一貫校として中学校卒業まで展望し連続した教育、格差のない確かな学力を育む教育、郷土を愛し地域と共に歩む教育を理念としている。義務教育9年を前期4年・中期3年・後期2年と区分している。

### 校章
校章は、旧若桜小学校と旧若桜中学校の校章をもとに若桜町の木である「桜」の花びらと「萌える若葉」を組み合わせ、中央に若桜と若葉の「若」を配置している。

## 沿革

### 経緯
若桜学園は、2012年に若桜町立若桜小学校と若桜町立若桜中学校が統合し設立された。同年、「少人数学級を生かす学びと指導の創造事業」の研究指定を受ける。　 

### 年表
- 2012年（平成24年）4月1日 - 若桜小学校と若桜中学校が統合し、小中一貫校「若桜学園」が開校する。
- 2013年（平成25年） - 大韓民国江原道平昌郡蓬坪（ポンピョン）初等学校と友好交流を開始[3]。
- 2014年（平成26年）1月（第3学期） - 特別教室棟に給食センターを新築し、新給食センター稼働。
- 2017年（平成29年） - この年から翌年にかけて、全教室にエアコン設置。
- 2018年（平成30年）度 - 校内無線LAN設置。
- 2019年（令和元年）度 - 全教室に電子黒板とタブレットを配置。
- 2020年（令和2年）度 - 校内無線LANを強化し、児童生徒一人に1台のタブレットを整備。

## 教育目標
- 若桜を愛し、世界に羽ばたく、心豊かでたくましい子どもの育成

### 校訓
- 自ら立て　正義に立て　社会に立て

### めざす子ども像
- 求める子 - 身の周りの事象に対して興味や関心を持ち主体的に課題を追求する子
- つながる子 - 周りの人と積極的に関わろうとする表現力やコミュニケーション力を身につけ、家庭、学校、地域で様々な人と関わり、自分の世界を広げようとする子
- 高める子 - 自分自身の経験や学習で身につけた力を生かし、自ら設定した課題の解決に向けて取り組み、よりよく生きようとする子

## 学校行事
| - 4月 入学式、始業式 - 5月 - 6月 | - 7月 終業式 - 8月 始業式 - 9月 運動会 | - 10月 - 11月 - 12月 | - 1月 始業式 - 2月 - 3月 卒業式、終業式 |

## 通学区域
若桜町全域。
- 赤松・浅井・糸白見・岩屋堂・大炊・大野・落折・小船・岸野・来見野・香田・須澄・高野・つく米[4]・中原・長砂・根安・渕見・三倉・茗荷谷・諸鹿・屋堂羅・湯原・吉川・若桜

## 学校周辺
- 若桜宿
- 若桜神社
- 龍徳寺（若桜幼稚園）
- 国道29号
- 氷ノ山
- 八東川

## 附属施設
- 若桜学園中学校寄宿舎（若桜町大字若桜922番地1）[5]

## 交通
- 若桜鉄道若桜線若桜駅より1.6km
- 日本交通 若桜線「若桜車庫」より

## 通学区域が隣接している学校

### 小中一貫校
- 兵庫県
  - 養父市立関宮学園

### 小学校
- 県内
  - 智頭町立智頭小学校
  - 八頭町立八東小学校
  - 鳥取市立国府東小学校

- 兵庫県
  - 新温泉町立温泉小学校
  - 香美町立小代小学校
  - 養父市立大屋小学校
  - 宍粟市立波賀小学校
  - 宍粟市立千種小学校

- 岡山県
  - 西粟倉村立西粟倉小学校

### 中学校
- 県内
  - 智頭町立智頭中学校
  - 八頭町立八頭中学校
  - 鳥取市立国府中学校

- 兵庫県
  - 新温泉町立夢が丘中学校
  - 香美町立小代中学校
  - 養父市立大屋中学校
  - 宍粟市立波賀中学校
  - 宍粟市立千種中学校

- 岡山県
  - 西粟倉村立西粟倉中学校